# Luis Francisco Martínez Montes
Luis Francisco Martínez Montes (Madrid, 1968) es un diplomático y escritor español. Es el embajador de España en Kazajistán, concurrente en Kirguistán y Tayikistán (desde 2024).

## Biografía
Nacido en Madrid. Tras licenciarse en Ciencias Políticas y Relaciones Internacionales en la Universidad Complutense de Madrid, completó su formación universitaria con una licenciatura en Literatura y traducción francesa, y se especializó en política exterior estadounidense en la Paul H. Nitze School of Advanced International Studies, Universidad Johns Hopkins (Washington D. C.).
Ingresó en la carrera diplomática (1998). Como diplomático, ha sido consejero de la Representación Permanente de España ante la Organización para la Seguridad y la Cooperación en Europa - OSCE (Viena) y jefe adjunto de Misión en la Embajada de España en Almaty, Kazajistán; además de asesor del Gabinete de la Secretaría de Estado de Asuntos Exteriores e Iberoamérica en el Ministerio de Asuntos Exteriores, Unión Europea y Cooperación (MAEUEC). También ha sido jefe de servicio en la Oficina de Información Diplomática; jefe de servicio en la Dirección General de África; y asesor ejecutivo para asuntos parlamentarios en el Gabinete del Ministro.
Luis Francisco Martínez ha escrito y dado numerosas conferencias sobre los actores y dinámicas de las tierras que se extienden desde Moscú hasta Pekín. Ha escrito diversos artículos y ensayos para publicaciones españolas sobre las relaciones entre Estados Unidos y China, la política exterior española y las tendencias de la Unión Europea.
Es Embajador de España en Kazajistán (desde 2024).

## Publicaciones
Martínez Montes ha publicado las siguientes monografías:
- España, una historia global (2018).
- Historias del mundo. La gran aventura de la diplomacia española (2019).
- Diplomáticos, coleccionistas y bibliófilos (2022).[3]
- Mundos Iluminados: la historia global de España en doce códices extraordinarios 2023).[9]